# Dub FX
Бэнджамин Стэнфорд (англ. Benjamin Stanford), известный под псевдонимом Dub FX — музыкант.
Не использует музыкальных инструментов, «конструируя» музыку только за счёт своих голосовых связок, семплера и педалей эффектов.
Музыкант не сотрудничает с звукозаписывающими лейблами, не имеет продюсера, продаёт свои диски через MySpace и во время выступлений.

## Биография

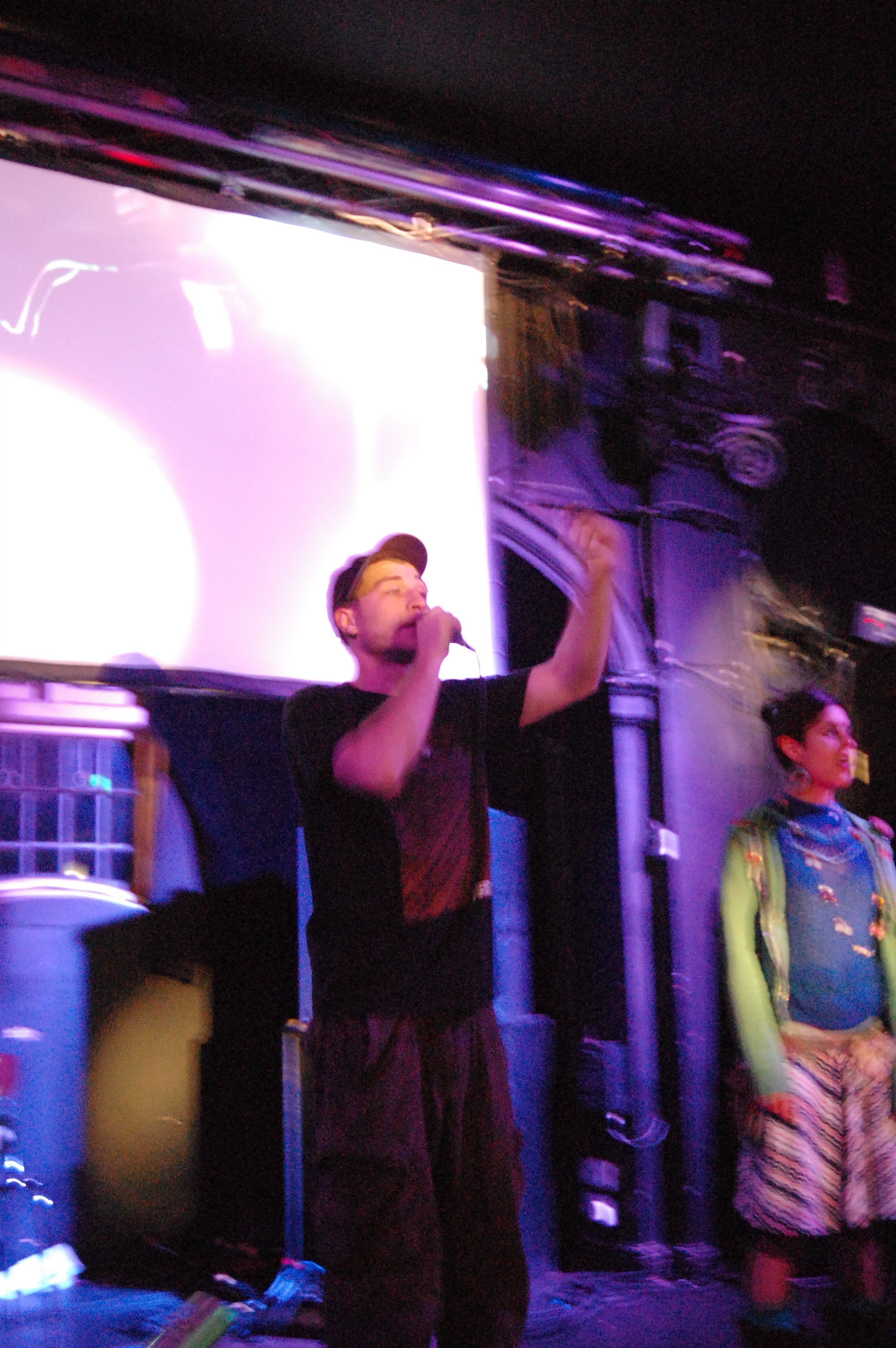
Dub Fx и Flower Fairy на сцене

Dub FX родился в Мельбурне в семье австралийца и итальянки. В 9 лет вместе с матерью переехал в Италию, но через 3 года вернулся к отцу в Австралию.
Петь начал в 14 лет, а в 17 — вместе с друзьями основал регги-рок группу Twitch, позже переименованную в N.O.N (Never Or Now). В 2004 году группа выпустила дебютный альбом под названием Exeunt Omnes. В плане звучания это была смесь альтернативного рока/метала и рэпкора.
В 18 лет он купил свои первые педали для эффектов, которые использовал с гитарой, так как считал, что они помогут улучшить звучание. Помогли, но он всё равно звучал плохо.
Тогда ему пришла в голову идея подключить к педалям микрофон. Члены его группы сразу же попросили прекратить этот ужас, но Dub FX решил на этом не останавливаться и продолжил изучать основные принципы реверберации, компрессии, задержки и других эффектов. Понимание назначения этих эффектов пришло в 2005 году, когда большую часть года Dub FX провёл в домашней студии, записывая свой сольный альбом. В то же время он посмотрел фильм, который изменил его жизнь навсегда — Bobby McFerrin Live.
Позже мама предложила ему приехать в Италию, так как там он мог бы зарабатывать деньги своей музыкой. «Хмм, это неплохая идея, я бы мог слоняться по Европе и давать концерты на улицах» — ответил Dub FX. Мать, конечно же, была в шоке, так как не хотела, чтобы её сын походил на цыгана, она хотела настоящего музыканта, но Dub FX это было неинтересно. Он попытался её успокоить, сказав, что не будет сидеть со шляпой и гитарой, что это обязательно будет что-то необычное, сумасшедшее, привлекающее внимание.
Перед тем, как отправиться в Италию, Dub FX услышал о музыканте Mal Webb и сходив на его выступление, приобрёл loop-станцию, так как был в шоке от услышанного. Начав с уличных выступлений в маленьком городке в Тоскане, Dub FX двинулся в Англию к друзьям, где он, в принципе, и стал Dub FX, так как прежде был просто Бенжамин. Как он сам говорит по этому поводу: «В тот момент волна адреналина прошла через меня. Новое имя помогло мне создать свой звук. Я помнил о функции pitch shifting на моей педали, которая помогла мне создать MC-муссон (глубокий голос) и Маленького человека (более высокий голос)».

## Дискография
- 2007: Live in the Street — это коллекция звукозаписей выступлений в живую в различных странах мира.
- 2009: Everythinks a Ripple — первый студийный альбом Dub FX-а. Все звуки в альбоме были созданы с помощью его голоса и эффектов Loop-педали.[1]
- 2010: A Crossworlds' — это совместный альбом, состоящий из 17 новых треков, которые были записаны и отредактированы Dub FX-м, вместе с Sirius-м.[2]
- 2013: Theory of Harmony — второй студийный альбом.
- 2016: Thinking Clear — Альбом 2016 года. "Альбом был записан в течение 4 месяцев, но во время тура я писал много текстов. У меня ощущение, что этот альбом отражает сущность всех аспектов моего путешествия, я хотел чтобы альбом звучал вживую с электроникой, поэтому я писал и записывал альбом с басистом, пианистом, ударником и тремя духовыми инструментами."
- 2020: The roots — 4 студийный альбом.